# Cobden (Ontario)
Pour les articles homonymes, voir Cobden.
Cobden est un village dans le township de Whitewater Region, dans le Comté de Renfrew en Ontario, au sud du Lac Muskrat.
Il est situé à mi-chemin entre Renfrew et Pembroke sur la Route 17 (Ontario).
La population était de 992 habitants en 2001.

## Personnalités liées à la ville
- Jack Quinn, joueur de hockey sur glace des Sabres de Buffalo, est né à Cobden